# تیم ملی بسکتبال ۳ نفره زنان آلمان
تیم ملی بسکتبال ۳ نفرهٔ زنان آلمان یک تیم ملی بسکتبال آلمان است که توسط فدراسیون بسکتبال آلمان (DBB) اداره می‌شود. این کشور در مسابقات بین‌المللی بسکتبال زنان ۳ نفره ۳۱ در مقابل ۳) نمایندهٔ این کشور است.
در طول سال ۲۰۲۱، این تیم جهش‌های مداومی در عملکرد داشت و چندین پیروزی در مسابقات را در بالاترین سطح جشن گرفت. از سال ۲۰۲۱/۲۰۲۲، این تیم بر اساس رده‌بندی فیبا مقام اول جهان را در اختیار دارد.
در سال ۲۰۱۹، تیم بسکتبال ۳ نفرهٔ زنان آلمان به رهبری ساتو سابالی در بازی‌های اروپایی چهارم شد و سونیا برونکهورست فعالیت خود را با بسکتبال ۳ نفره آغاز کرد. در ۲۰۲۰، تیم آلمان با برونکهورست، استفانی گریگولیت، ترزا سیمون و ساتو سابالی نزدیک به کسب صلاحیت برای المپیک ۲۰۲۰ شد، اما در مرحلهٔ مقدماتی شکست خورد. در سال ۲۰۲۱، تیم آلمان در جام بسکتبال ۳ نفرهٔ زنان اروپا دوم شد و در فینال به اسپانیا باخت. این تیم با بازیکنانی چون استفانی گریگولیت و جنیفر کرودر تقویت شد و سونیا گرایناخر و برونکهورست به تیم ملی بسکتبال زنان آلمان بازگشتند.
این تیم متشکل از سونیا برونکهورست، سونیا گرایناخر، الیسا مفیوس، و ماریه رایشرت توانست در بازی‌های المپیک تابستانی ۲۰۲۴ در پاریس به مدال طلا دست یابد.

## تاریخچه

### ۲۰۱۹
در بازی‌های اروپایی ۲۰۱۹ مینسک این تیم به رهبری ساتو سابالی چهارم شد.
در تابستان ۲۰۱۹، سونیا برونکهورست، بازیکن قدیمی تیم ملی بسکتبال زنان آلمان و کاپیتان این تیم، فعالیتش با بسکتبال ۳ نفره را شروع کرد. برونکهورست کار خود را در تی‌اس‌فاو ۱۸۸۰ واسربورگ آغاز کرده بود. این پوینت گارد در طول دوران حرفه‌ای خود در اسپانیا و فرانسه نیز بازی می‌کرد، اما بیشترین موفقیت را در زادگاهش واسربورگ داشت، جایی که بین سال‌های ۲۰۰۸ تا ۲۰۱۶ به شش عنوان قهرمانی لیگ کمک کرد.
سونیا گرایناخر در همان زمان با همراه همیشگی خود از زمان تیم ملی جوانان، برای پیوستن به این تیم موافقت کرد.

### ۲۰۲۰
برونکهورست، استفانی گریگولیت، ترزا سیمون و ساتو سابالی، تقویت‌کنندهٔ اتحادیه ملی بسکتبال زنان تقریباً توانستند برای اولین بازی المپیک واجد شرایط شوند. با این حال، آنها در یک گروه دور مقدماتی قدرتمند مقابل فرانسه و ایالات متحده شکست خوردند. با این حال، عملکرد خوب در مسابقات انتخابی المپیک ۳ نفرهٔ زنان فیبا ۲۰۲۱ توجه عمومی را جلب کرد.

### ۲۰۲۱
در جام بسکتبال ۳ نفرهٔ زنان اروپا در سال ۲۰۲۱، تیم آلمان دوم شد. این تیم متشکل از برونکهورست، لوانا رودفلد، کاترینا مولر و گرایناخر بود که همگی از ارتقای سطح بالای ورزشی بوندس‌ور بهره‌مند شده بودند که همچنین برونکهورست را قادر به دریافت مدرک کارشناسی ارشد در مدیریت بین‌المللی کرده بود. پیش از این هرگز منتخب بانوان فدراسیون بسکتبال آلمان تا این حد موفق نبوده بود. نکتهٔ قابل توجه این بود که این رویداد با حضور تعداد زیادی از بازیکنان یورولیگ و اتحادیه ملی بسکتبال زنان دارای رقابت‌های با کیفیتی بود. در فینال، منتخب آلمان ۱۲–۱۶ نتیجه را به اسپانیا واگذار کرد.
این تیم توسط استفانی گریگولیت، آما دگبئون، ترزا سیمون و جنیفر کرودر، بازیکنان سابق و فعلی تیم ملی بیشتر تقویت شد.
در نوامبر ۲۰۲۱، گرایناخر و برونکهورست به تیم ملی بسکتبال «عادی» آلمان بازگشتند تا در مسابقات مقدماتی یورو بسکت زنان ۲۰۲۳ شرکت کنند.

## المپیک تابستانی
| سال        | رتبه      | ت.ب.      | ب         | خ         | بازیکنان                            |
| ---------- | --------- | --------- | --------- | --------- | ----------------------------------- |
| توکیو ۲۰۲۰ | صعود نکرد | صعود نکرد | صعود نکرد | صعود نکرد | صعود نکرد                           |
| پاریس ۲۰۲۴ | اول       | ۹         | ۸         | ۱         | رایشرت، مفیوس، گرایناخر، برونکهورست |
| مجموع      | ۱/۲       | ۹         | ۸         | ۱         |                                     |